# Felicitas Grolandin
Felicitas Grolandin ist ein deutscher Kostüm-Stummfilm aus dem Jahre 1922 von Rudolf Biebrach  mit Hella Moja, die den Streifen auch produzierte, in der Titelrolle. 

## Handlung
Dieser Kostümfilmstoff wurde von Produzentin Hella Moja ganz auf die Hauptdarstellerin Hella Moja zugeschnitten. Die Geschichte spielt am schwedischen Königshof zu Beginn des 17. Jahrhunderts. Felicitas Grolandin tritt ohne das Wissen ihres Vaters, als Page verkleidet, in die Dienste von König Gustav Adolf. Als die junge Frau als solche erkannt wird, bringt sie damit den schwedischen Monarchen zunächst in arge Verlegenheit. Doch bald soll sie sich als sein Schutzengel erweisen: Als der König Ziel eines Mordanschlags wird, wirft sich Felicitas vor ihn, in die auf ihn abgeschossene, feindliche Kugel, opfert sich damit und rettet so sein Leben.
Die Handlung ähnelt Conrad Ferdinand Meyers Novelle Gustav Adolfs Page (1882).

## Produktionsnotizen
Felicitas Grolandin wurde in Bamberg gedreht, besaß fünf Akte mit einer Länge von 1774 Metern und passierte die Zensur am 30. November 1922. Möglicherweise wurde der Film noch im selben Jahr erstmals öffentlich gezeigt. Wo und wann genau die Uraufführung stattfand, ist jedoch nicht bekannt. Die deutsche Premiere erfolgte am 22. Juni 1923 im Berliner Primus-Palast. Zuvor war aber Felicitas Grolandin bereits am 12. Januar 1923 in Österreich (dort war der Film etwa 1850 Meter lang) und am 19. Februar 1923 in Schweden angelaufen.
Die Bauten stammen von Gustav A. Knauer, die Kostüme von Ali Hubert. Heinz Paul, der spätere Gatte Hella Mojas, übernahm die Produktionsleitung.

## Kritik
Paimann’s Filmlisten resümierte: „Das Sujet konnte die bei Kostümfilmen häufig auftretenden Längen nicht vermeiden … die Darstellung (ist) gut, Aufmachung und Photos sind auf der Höhe, im Gesamteindruck ein gutes Bild.“